# Record tedeschi di atletica leggera
I record tedeschi di atletica leggera rappresentano le migliori prestazioni di atletica leggera stabilite dagli atleti di nazionalità tedesca e ratificate dalla Deutscher Leichtathletik-Verband.

## Outdoor

### Maschili
| Gara                   | Record | Atleta                                                                      | Data              | Evento                                  | Luogo                            | Note  | Video |
| ---------------------- | --- | --------------------------------------------------------------------------- | ----------------- | --------------------------------------- | -------------------------------- | ----- | ----- |
| 100 m                  | 10.01 (+1.8 m/s) | Julian Reus                                                                 | 29 luglio 2016    |                                         | Mannheim, Germania               |       |       |
| 200 m                  | 20.20 (+0.7 m/s) | Tobias Unger                                                                | 3 luglio 2005     | Campionati tedeschi di atletica leggera | Wattenscheid, Germania           |       |       |
| 300 m                  | 32.45 | Hartmut Weber                                                               | 4 giugno 1982     |                                         | Dormagen, Germania Ovest         |       |       |
| 400 m                  | 44.33 | Thomas Schönlebe                                                            | 3 settembre 1987  | Campionati mondiali                     | Roma, Italia                     |       |       |
| 500 m                  | 1:00.35 | Hartmut Weber                                                               | 8 maggio 1983     |                                         | Nußdorf, Germania Ovest          |       |       |
| 600 m                  | 1:15.1 | Edgar Itt                                                                   | 19 aprile 1994    |                                         | Magonza, Germania                |       |       |
| 800 m                  | 1:43.65 | Willi Wülbeck                                                               | 9 agosto 1983     | Campionati mondiali                     | Helsinki, Finlandia              |       |       |
| 1000 m                 | 2:14.53 | Willi Wülbeck                                                               | 1º luglio 1980    | Bislett Games                           | Oslo, Norvegia                   |       |       |
| 1500 m                 | 3:31.58 | Thomas Wessinghage                                                          | 27 agosto 1980    |                                         | Coblenza, Germania               |       |       |
| Miglio                 | 3:49.22 | Jens-Peter Herold                                                           | 2 luglio 1988     | Bislett Games                           | Oslo, Norvegia                   |       |       |
| 2000 m                 | 4:52.20 | Thomas Wessinghage                                                          | 31 agosto 1982    |                                         | Ingelheim, Germania              |       |       |
| 3000 m                 | 7:30.50 | Dieter Baumann                                                              | 8 agosto 1998     | Herculis                                | Fontvieille, Monaco              |       |       |
| 5000 m                 | 12:54.70 | Dieter Baumann                                                              | 13 agosto 1997    | Weltklasse Zürich                       | Zurigo, Svizzera                 |       |       |
| 10000 m                | 27:21.53 | Dieter Baumann                                                              | 5 aprile 1997     |                                         | Baracaldo, Spagna                |       |       |
| 10 km (strada)         | 27:47 | Carsten Eich                                                                | 10 aprile 1993    |                                         | Paderborn, Germania              |       |       |
| 15 km (strada)         | 43:45 | Jürgen Haase                                                                | 21 aprile 1974    |                                         | Sachsenhausen, Germania Est      |       |       |
| 20000 m (track)        | 58:30.2+ | Werner Schildhauer                                                          | 29 aprile 1983    |                                         | Cottbus, Germania Est            |       |       |
| 20 km (strada)         | 59:00 | Stephan Freigang                                                            | 13 marzo 1994     | 20 van Alphen                           | Alphen aan den Rijn, Paesi Bassi |       |       |
| Ora                    | 20536 m | Werner Schildhauer                                                          | 29 aprile 1983    |                                         | Cottbus, Germania Est            |       |       |
| Mezza maratona         | 1:00:34 | Carsten Eich                                                                | 4 aprile 1993     |                                         | Berlino, Germania                |       |       |
| 25000 m (track)        | 1:13:57.6+ | Stéphane Franke                                                             | 30 marzo 1999     |                                         | Walnut, Stati Uniti              |       |       |
| 25 km (strada)         | 1:13:58 | Karl Fleschen                                                               | 16 aprile 1978    |                                         | Frankenberg, Germania Ovest      |       |       |
| 30000 m (track)        | 1:33:35,6 | Stéphane Franke                                                             | 30 marzo 1999     |                                         | Walnut, Stati Uniti              |       |       |
| 30 km (strada)         | 1:32:27 | Steffen Dittmann                                                            | 21 febbraio 1993  |                                         | Ome, Giappone                    |       |       |
| Maratona               | 2:08:47 | Jörg Peter                                                                  | 14 febbraio 1988  | Maratona di Tokyo                       | Tokyo, Giappone                  |       |       |
| 100 km (strada)        | 6:24:29 | Kazimierz Bak                                                               | 26 giugno 1994    |                                         | Saroma, Giappone                 |       |       |
| 110 m ostacoli         | 13.05 (-0.8 m/s) | Florian Schwarthoff                                                         | 2 luglio 1995     | Campionati tedeschi di atletica leggera | Brema, Germania                  |       |       |
| 400 m ostacoli         | 47.48 | Harald Schmid                                                               | 8 settembre 1982  |                                         | Atene, Grecia                    |       |       |
| 2000 m siepi           | 5:25.55 | Marc Ostendarp                                                              | 26 agosto 1998    |                                         | Rovereto, Italia                 |       |       |
| 3000 m siepi           | 8:09.48 | Damian Kallabis                                                             | 11 agosto 1999    | Weltklasse Zürich                       | Zurigo, Svizzera                 |       |       |
| Salto in alto          | 2.37 m | Carlo Thränhardt                                                            | 2 settembre 1984  | IAAF Grand Prix                         | Rieti, Italia                    |       |       |
| Salto con l’asta       | 6.01 m | Björn Otto                                                                  | 5 settembre 2012  | Domspringen                             | Aquisgrana, Germania             |       |       |
| Salto in lungo         | 8.54 m (+0.9 m/s) | Lutz Dombrowski                                                             | 28 luglio 1980    | Olimpiadi                               | Mosca, Unione Sovietica          |       |       |
| Salto triplo           | 17.66 m (+1.7 m/s) | Ralf Jaros                                                                  | 30 giugno 1991    |                                         | Francoforte sul Meno, Germania   |       |       |
| Getto del peso         | 23.06 m | Ulf Timmermann                                                              | 22 aprile 1988    |                                         | Chania, Grecia                   |       |       |
| Lancio del disco       | 74.08 m | Jürgen Schult                                                               | 6 giugno 1986     |                                         | Neubrandenburg, Germania         |       |       |
| Lancio del martello    | 83.40 m | Ralf Haber                                                                  | 16 maggio 1988    |                                         | Atene, Grecia                    |       |       |
| Lancio del giavellotto | 92.60 m | Raymond Hecht                                                               | 21 luglio 1995    | Bislett Games                           | Oslo, Norvegia                   |       |       |
| Decathlon              | 8832 pts | Jürgen Hingsen                                                              | 8–9 giugno 1984   |                                         | Mannheim, Germania               |       |       |
| Decathlon              | 10.70w (100 m), 7.76 m (Salto in lungo), 16.42 m (Getto del peso), 2.07 m (Salto in alto), 48.05 (400 m) 14.07 (110 m hurdles), 49.36 m (discus), 4.90 m (Salto con l'asta), 59.86 m (javelin), 4:19.75 (1500 m) |                                                                             |                   |                                         |                                  |       |       |
| Marcia 10 km           | 38:12.13 | Ronald Weigel                                                               | 11 maggio 1986    |                                         | Potsdam, Germania Est            |       |       |
| Marcia 20 km (track)   | 1:19:18.3 | Ronald Weigel                                                               | 26 maggio 1990    |                                         | Bergen, Norvegia                 |       |       |
| 20 km walk (strada)    | 1:18:42 | Andreas Erm                                                                 | 17 giugno 2000    |                                         | Eisenhüttenstadt, Germania       |       |       |
| Two Hours walk (track) | 27153 m | Bernd Kannenberg                                                            | 11 aprile 1974    |                                         | Kassel, Germania Ovest           |       |       |
| Marcia 30 km (track)   | 2:11:52.8 | Robert Ihly                                                                 | 4 settembre 1992  |                                         | Biesheim, Germania               |       |       |
| Marcia 50 km (track)   | 3:52:46.6 | Robert Ihly                                                                 | 29 settembre 1996 |                                         | Héricourt, Francia               |       |       |
| 50 km walk (strada)    | 3:37:46 | Andreas Erm                                                                 | 27 agosto 2003    | Campionati mondiali                     | Parigi, Francia                  | [ 1 ] |       |
| Staffetta 4x100 m      | 37.97 | Germania Kevin Kranz Joshua Hartmann Owen Ansah Lucas Ansah-Peprah          | 19 agosto 2022    | Campionati europei                      | Monaco di Baviera, Germania      |       |       |
| Staffetta 4x200 m      | 1:21.46 | Germania Robin Erewa Sven Knipphals Aleixo-Platini Menga Alexander Kosenkow | 3 maggio 2015     | IAAF World Relays 2015                  | Nassau, Bahamas                  |       |       |
| Staffetta 4x400 m      | 2:59.86 | Germania Est Frank Möller Mathias Schersing Jens Carlowitz Thomas Schönlebe | 23 giugno 1985    |                                         | Erfurt, Germania Est             |       |       |
| Staffetta 4x800 m      | 7:08.6 | Germania Ovest Kinder Adams Bogatzki Kemper                                 | 13 agosto 1966    |                                         | Wiesbaden, Germania Ovest        |       |       |
| Staffetta 4x1500 m     | 14:38.8 | Germania Ovest Thomas Wessinghage Hudak Lederer Karl Fleschen               | 17 agosto 1977    |                                         | Colonia, Germania Ovest          |       |       |

### Femminili
| Gara                   | Record | Atleta                                                                  | Data                 | Evento                             | Luogo                          | Note  | Video |
| ---------------------- | --- | ----------------------------------------------------------------------- | -------------------- | ---------------------------------- | ------------------------------ | ----- | ----- |
| 100 m                  | 10.81 (+1.7 m/s) | Marlies Göhr                                                            | 8 giugno 1983        |                                    | Berlino, Germania Est          |       |       |
| 200 m                  | 21.71 (+0.7 m/s) | Marita Koch                                                             | 10 giugno 1979       |                                    | Karl-Marx-Stadt, Germania Est  |       |       |
| 200 m                  | 21.71 (+0.3 m/s) | Marita Koch                                                             | 21 luglio 1984       |                                    | Potsdam, Germania Est          |       |       |
| 200 m                  | 21.71 (+1.2 m/s) | Heike Drechsler                                                         | 29 giugno 1986       |                                    | Jena, Germania Est             |       |       |
| 200 m                  | 21.71 (-0.8 m/s) | Heike Drechsler                                                         | 29 agosto 1986       |                                    | Stoccarda, Germania Ovest      |       |       |
| 300 m                  | 34.1+ (ht) | Marita Koch                                                             | 6 ottobre 1985       | World Cup                          | Canberra, Australia            |       |       |
| 300 m                  | 35.81 | Silke Knoll                                                             | 19 maggio 1990       |                                    | Olpe, Germania Ovest           |       |       |
| 400 m                  | 47.60 | Marita Koch                                                             | 6 ottobre 1985       | World Cup                          | Canberra, Australia            |       |       |
| 800 m                  | 1:55.26 | Sigrun Wodars                                                           | 31 agosto 1987       | Campionati mondiali                | Roma, Italia                   |       |       |
| 1000 m                 | 2:30.67 | Christine Wachtel                                                       | 17 agosto 1990       | ISTAF                              | Berlino, Germania              |       |       |
| 1500 m                 | 3:57.71 | Christiane Wartenberg                                                   | 1º agosto 1980       | Olimpiadi                          | Mosca, Unione Sovietica        |       |       |
| Mile                   | 4:21.59 | Ulrike Bruns                                                            | 21 agosto 1985       | Weltklasse Zürich                  | Zurigo, Svizzera               |       |       |
| 2000 m                 | 5:37.62 | Ulrike Bruns                                                            | 22 settembre 1985    |                                    | Berlino Est, Germania Est      |       |       |
| 3000 m                 | 8:30.39 | Irina Mikitenko                                                         | 11 agosto 2000       | Weltklasse Zürich                  | Zurigo, Svizzera               |       |       |
| 5000 m                 | 14.26.76 | Konstanze Klosterhalfen                                                 | 04 agosto 2019       | Campionati Tedeschi                | Berlino, Germania              | [ 3 ] |       |
| 10000 m                | 31:03.62 | Kathrin Ullrich                                                         | 30 giugno 1991       |                                    | Francoforte sul Meno, Germania |       |       |
| 10 km (strada)         | 30:57 | Irina Mikitenko                                                         | 13 settembre 2008    |                                    | Karlsruhe, Germania            |       |       |
| 15 km (strada)         | 48:44 | Uta Pippig                                                              | 13 ottobre 1991      |                                    | Nieuwegein, Paesi Bassi        |       |       |
| Ora                    | 17709 m | Katrin Dörre                                                            | 7 luglio 1988        |                                    | Lipsia, Germania Est           |       |       |
| 20 km (strada)         | 1:08:21 | Luminita Zaituc                                                         | 11 marzo 2001        | 20 van Alphen                      | Nieuwegein, Paesi Bassi        |       |       |
| Mezza maratona         | 1:07:58 | Uta Pippig                                                              | 19 marzo 1995        |                                    | Kyoto, Giappone                |       |       |
| 25 km (strada)         | 1:23:07+ | Irina Mikitenko                                                         | 28 settembre 2008    | Berlin Marathon                    | Berlino, Germania              |       |       |
| 30 km (strada)         | 1:39:34+ | Irina Mikitenko                                                         | 28 settembre 2008    | Berlin Marathon                    | Berlino, Germania              |       |       |
| Maratona               | 2:19:19 | Irina Mikitenko                                                         | 28 settembre 2008    | Berlin Marathon                    | Berlino, Germania              |       |       |
| 100 km (strada)        | 7:18:57 | Birgit Lennartz                                                         | 28 aprile 1990       |                                    | Hanau, Germania                |       |       |
| 100 m hs               | 12.42 (+1.8 m/s) | Bettine Jahn                                                            | 8 giugno 1983        |                                    | Berlino, Germania              |       |       |
| 400 m Hs               | 53.24 | Sabine Busch                                                            | 21 agosto 1987       |                                    | Potsdam, Germania Est          |       |       |
| 2000 m siepi           | 6:15.52 | Gesa-Felicitas Krause                                                   | 17 maggio 2015       | Läufermeeting der krummen Strecken | Pliezhausen, Germania          |       |       |
| 3000 m siepi           | 9:18.54 | Antje Möldner                                                           | 17 agosto 2009       | Campionati mondiali                | Berlino, Germania              | [ 4 ] |       |
| Salto in alto          | 2.06 m | Ariane Friedrich                                                        | 14 giugno 2009       | ISTAF                              | Berlino, Germania              | [ 5 ] |       |
| Salto con l'asta       | 4.82 m | Silke Spiegelburg                                                       | 20 luglio 2012       |                                    |                                |       |       |
| Salto in lungo         | 7.48 m (+1.2 m/s) | Heike Drechsler                                                         | 9 luglio 1988        |                                    | Neubrandenburg, Germania Est   |       |       |
| Salto triplo           | 14.57 m (+1.2 m/s) | Katja Demut                                                             | 13 giugno 2011       |                                    |                                |       |       |
| Getto del peso         | 22.45 m | Ilona Slupianek                                                         | 11 maggio 1980       |                                    | Potsdam, Germania Est          |       |       |
| Lancio del disco       | 76.80 m | Gabriele Reinsch                                                        | 9 luglio 1988        |                                    | Neubrandenburg, Germania Est   |       |       |
| Lancio del martello    | 77.12 m | Betty Heidler                                                           | 22 agosto 2009       | Campionati mondiali                | Berlino, Germania              | [ 6 ] |       |
| Lancio del giavellotto | 70.20 m | Christina Obergföll                                                     | 23 giugno 2007       |                                    | Monaco di Baviera, Germania    |       |       |
| Eptathlon              | 6985 pts | Sabine Braun                                                            | 30–31 maggio 1992    | Hypo-Eventoing                     | Götzis, Austria                |       |       |
| Eptathlon              | 13.11 (100 m hurdles), 1.93 m (Salto in alto), 14.84 m (Getto del peso), 23.65 (+2.0 m/s) (200 m) / 6.63 m (Salto in lungo), 51.62 m (javelin), 2:12.67 (800 m)                                                                          |                                                                         |                      |                                    |                                |       |       |
| Decathlon              | 7885 pts | Mona Steigauf                                                           | 20-21 settembre 1997 |                                    | Ahlen, Germania                |       |       |
| Decathlon              | 12.15 (100 m), 5.93 m (Salto in lungo), 12.49 m (Getto del peso), 1.73 m (Salto in alto), 55.34 (400 m) / 13.75 (110 m hurdles), 34.68 m (Lancio del disco), 3.10 m (Salto con l'asta), 42.24 m (Tiro del giavellotto), 5:07.95 (1500 m) |                                                                         |                      |                                    |                                |       |       |
| 3000 m walk (track)    | 11:52.01 | Beate Anders                                                            | 27 giugno 1993       |                                    | Lapinlathi, Finlandia          |       |       |
| 5000 m walk (track)    | 20:11.45 | Sabine Zimmer                                                           | 2 luglio 2005        |                                    | Wattenscheid, Germania         |       |       |
| 5 km walk (strada)     | 20:54 | Beate Anders                                                            | 12 maggio 1990       |                                    | La Coruña, Spagna              |       |       |
| Marcia 10 km (track)   | 42:11.5 | Beate Anders                                                            | 15 maggio 1992       |                                    | Bergen, Norvegia               |       |       |
| 10 km walk (strada)    | 41:51 | Beate Gummelt                                                           | 11 maggio 1996       | Oder-Neisse Race Walk Grand Prix   | Eisenhüttenstadt, Germania     |       |       |
| Marcia 20 km (track)   | 1:40:42.0 | Annett Amberg                                                           | 3 ottobre 1998       |                                    | Laucha, Germania               |       |       |
| 20 km Marcia (strada)  | 1:27:56 | Sabine Zimmer                                                           | 5 giugno 2004        |                                    | Hildesheim, Germania           |       |       |
| 50 km Marcia (strada)  | 5:22:25 | Ulrike Sischka                                                          | 15 ottobre 2006      |                                    | Scanzorosciate, Italia         |       |       |
| Staffetta 4x100 m      | 41.37 | Germania Est Silke Gladisch Sabine Rieger Ingrid Auerswald Marlies Göhr | 6 ottobre 1985       | World Cup                          | Canberra, Australia            |       |       |
| Staffetta 4x200 m      | 1:28.15 | Germania Est Marlies Göhr Müller Wöckel Marita Koch                     | 9 agosto 1980        |                                    | Jena, Germania Est             |       |       |
| Staffetta 4x400 m      | 3:15.92 | Germania Est Gesine Walther Sabine Busch Dagmar Rübsam Marita Koch      | 3 giugno 1984        |                                    | Erfurt, Germania Est           |       |       |
| Staffetta 4x800 m      | 7:54.2 | Germania Est Zinn Hoffmeister Weiß Klapezynski                          | 6 agosto 1976        |                                    | Karl-Marx-Stadt, Germania Est  |       |       |

## Indoor

### Maschili
| Gara              | Record | Atleta                                                                  | Data              | Evento              | Luogo                         | Note  | Video |
| ----------------- | --- | ----------------------------------------------------------------------- | ----------------- | ------------------- | ----------------------------- | ----- | ----- |
| 50 m              | 5.61 | Manfred Kokot                                                           | 4 febbraio 1973   |                     | Berlino Est, Germania Est     |       |       |
| 60 m              | 6.53 | Sven Matthes                                                            | 13 febbraio 1988  |                     | Vienna, Austria               |       |       |
| 200 m             | 20.53 | Tobias Unger                                                            | 6 marzo 2005      | Campionati europei  | Madrid, Spagna                |       |       |
| 300 m             | 32.72 | Erwin Skamrahl                                                          | 31 gennaio 1986   | BW-Bank Eventoing   | Karlsruhe, Germania           |       |       |
| 400 m             | 45.05 | Thomas Schönlebe                                                        | 5 febbraio 1988   |                     | Sindelfingen, Germania        |       |       |
| 500 m             | 1:01.06 | Carsten Köhrbrück                                                       | 5 gennaio 1991    |                     | Berlino, Germania             |       |       |
| 600 m             | 1:15.12 | Nico Motchebon                                                          | 28 febbraio 1999  |                     | Sindelfingen, Germania        |       |       |
| 800 m             | 1:44.88 | Nico Motchebon                                                          | 5 febbraio 1995   | Sparkassen Cup      | Stoccarda, Germania           |       |       |
| 1000 m            | 2:17.09 | Jens-Peter Herold                                                       | 5 febbraio 1993   |                     | Berlino, Germania             |       |       |
| 1500 m            | 3:36.09 | Rüdiger Stenzel                                                         | 1 febbraio 1998   | Sparkassen Cup      | Stoccarda, Germania           |       |       |
| Mile              | 3:53.74 | Jens-Peter Herold                                                       | 1 marzo 1994      | BW-Bank Eventoing   | Sindelfingen, Germania        |       |       |
| 2000 m            | 4:56.23 | Jens-Peter Herold                                                       | 6 marzo 1993      | BW-Bank Eventoing   | Sindelfingen, Germania        |       |       |
| 3000 m            | 7:37.51 | Dieter Baumann                                                          | 12 febbraio 1995  | BW-Bank Eventoing   | Karlsruhe, Germania           |       |       |
| Two miles         | 8:30.2 | Thomas Wessinghage                                                      | 5 febbraio 1982   |                     | Inglewood, Stati Uniti        |       |       |
| 5000 m            | 13:30.15 | Stéphane Franke                                                         | 4 marzo 1995      |                     | Sindelfingen, Germania        |       |       |
| 50 m ostacoli     | 6.45 | Thomas Munkelt                                                          | 10 febbraio 1979  |                     | Ottawa, Canada                |       |       |
| 60 m ostacoli     | 7.41 | Falk Balzer                                                             | 29 gennaio 1999   |                     | Chemnitz, Germania            |       |       |
| Salto in alto     | 2.42 m | Carlo Thränhardt                                                        | 26 febbraio 1988  |                     | Berlino Ovest, Germania Ovest |       |       |
| Salto con l’asta  | 6.00 m | Daniel Ecker                                                            | 11 febbraio 2001  |                     | Dortmund, Germania            |       |       |
| Salto in lungo    | 8.71 m | Sebastian Bayer                                                         | 8 marzo 2009      | Campionati europei  | Torino, Italia                | [ 7 ] |       |
| Salto triplo      | 17.31 m | Jörg Friess                                                             | 2 febbraio 1991   |                     | Mannheim, Germania            |       |       |
| Getto del peso    | 22.55 m | Ulf Timmermann                                                          | 11 febbraio 1989  |                     | Senftenberg, Germania Est     |       |       |
| Lancio del disco  | 66.20 m | Wolfgang Schmidt                                                        | 1980              |                     | Berlino Est, Germania Est     |       |       |
| Eptathlon         | 6291 pts | Frank Busemann                                                          | 2–3 febbraio 2002 |                     | Tallinn, Estonia              |       |       |
| Eptathlon         | 6.96 (60 m), 7.77 m (Salto in lungo), 14.57 m (Getto del peso), 2.10 m (Salto in alto) / 7.91 (60 m hurdles), 4.85 m (Salto con l'asta), 2:40.93 (1000 m) |                                                                         |                   |                     |                               |       |       |
| 3000 m walk       | 10:31.42 | Andreas Erm                                                             | 4 febbraio 2001   |                     | Halle, Germania               |       |       |
| 5000 m walk       | 18:11.41 x | Ronald Weigel                                                           | 13 febbraio 1988  |                     | Vienna, Austria               |       |       |
| 5000 m walk       | 18:22.25 | Andreas Erm                                                             | 25 febbraio 2001  |                     | Dortmund, Germania            |       |       |
| Staffetta 4x200 m | 1:23.98 | TV Wattenscheid 01 Sebastian Ernst Marc Blume Jan Schulte Ronny Ostwald | 26 febbraio 2006  | BW-Bank Eventoing   | Karlsruhe, Germania           |       |       |
| Staffetta 4x400 m | 3:03.05 | Germania Rico Lieder Jens Carlowitz Karsten Just Thomas Schönlebe       | 10 marzo 1991     | Campionati mondiali | Siviglia, Spagna              |       |       |

### Femminili
| Gara              | Record | Atleta                                                                           | Data             | Evento              | Luogo                     | Note         | Video |
| ----------------- | --- | -------------------------------------------------------------------------------- | ---------------- | ------------------- | ------------------------- | ------------ | ----- |
| 50 m              | 6.11 | Marita Koch                                                                      | 2 febbraio 1980  |                     | Grenoble, Francia         |              |       |
| 60 m              | 7.04 | Marita Koch                                                                      | 16 febbraio 1985 |                     | Senftenberg, Germania     |              |       |
| 60 m              | 7.04 | Silke Gladisch-Möller                                                            | 6 marzo 1988     |                     | Budapest, Ungheria        |              |       |
| 100 m             | 11.15 | Marita Koch                                                                      | 12 gennaio 1980  |                     | Berlino Est, Germania Est |              |       |
| 200 m             | 22.27 | Heike Drechsler                                                                  | 7 marzo 1987     | Campionati mondiali | Indianapolis, Stati Uniti |              |       |
| 300 m             | 36.49 | Helga Arendt                                                                     | 5 febbraio 1988  |                     | Sindelfingen, Germania    |              |       |
| 400 m             | 50.01 | Sabine Busch                                                                     | 2 febbraio 1984  |                     | Vienna, Austria           |              |       |
| 500 m             | 1:08.63 | Sandra Seuser                                                                    | 9 gennaio 1993   |                     | Berlino, Germania         |              |       |
| 800 m             | 1:56.40 | Christine Wachtel                                                                | 13 febbraio 1988 |                     | Vienna, Austria           |              |       |
| 1000 m            | 2:34.8 | Brigitte Kraus                                                                   | 19 febbraio 1978 |                     | Dortmund, Germania        |              |       |
| 1500 m            | 4:03.64 | Brigitte Kraus                                                                   | 3 marzo 1985     | Campionati europei  | Atene, Grecia             |              |       |
| Mile              | 4:28.29 | Vera Michallek                                                                   | 5 febbraio 1988  |                     | Sindelfingen, Germania    |              |       |
| 2000 m            | 5:42.55 | Kathleen Friedrich                                                               | 22 febbraio 2002 | Erdgas Eventoing    | Chemnitz, Germania        |              |       |
| 3000 m            | 8:41.79 | Kathrin Ullrich                                                                  | 13 febbraio 1988 |                     | Vienna, Austria           |              |       |
| 5000 m            | 14:55.99 | Irina Mikitenko                                                                  | 11 febbraio 2001 |                     | Dortmund, Germania        |              |       |
| 50 m hurdles      | 6.58 | Cornelia Oschkenat                                                               | 20 febbraio 1988 |                     | Berlino Est, Germania Est |              |       |
| 60 m hurdles      | 7.73 | Cornelia Oschkenat                                                               | 25 febbraio 1989 |                     | Vienna, Austria           |              |       |
| Salto in alto     | 2.07 m | Heike Henkel                                                                     | 8 febbraio 1992  |                     | Karlsruhe, Germania       |              |       |
| Salto con l’asta  | 4.76 m | Silke Spiegelburg                                                                | 13 febbraio 2011 | BW-Bank Eventoing   | Karlsruhe, Germania       | [ 8 ]        |       |
| Salto in lungo    | 7.37 m | Heike Drechsler                                                                  | 13 febbraio 1988 |                     | Vienna, Austria           |              |       |
| Salto triplo      | 14.47 m | Katja Demut                                                                      | 11 febbraio 2011 | PSD Bank Eventoing  | Düsseldorf, Germania      | [ 9 ] [ 10 ] |       |
| Getto del peso    | 21.59 m | Ilona Slupianek                                                                  | 24 gennaio 1979  |                     | Berlino Est, Germania Est |              |       |
| Pentathlon        | 4780 pts | Sabine Braun                                                                     | 7 marzo 1997     | Campionati mondiali | Parigi, Francia           |              |       |
| Pentathlon        | 8.11 (60 m hurdles), 1.86 m (Salto in alto), 14.39 m (Getto del peso), 6.40 m (Salto in lungo), 2:19.74 (800 m) |                                                                                  |                  |                     |                           |              |       |
| 3000 m walk       | 11:50.48 | Melanie Seeger                                                                   | 21 febbraio 2004 |                     | Dortmund, Germania        |              |       |
| 5000 m walk       | 20:48.0 | Sabine Zimmer                                                                    | 19 dicembre 2006 |                     | Halle, Germania           |              |       |
| Staffetta 4x100 m | 44.39 | Germania Anne-Kathrin Elbe Anne Möllinger Cathleen Tschirch Marion Wagner        | 31 gennaio 2010  | BW-Bank Eventoing   | Karlsruhe, Germania       | [ 11 ]       |       |
| Staffetta 4x200 m | 1:32.55 | SC Eintracht Hamm Helga Arendt Silke Knoll Mechthild Kluth Gisela Kinzel         | 20 febbraio 1988 |                     | Dortmund, Germania        |              |       |
| Staffetta 4x200 m | 1:32.55 | LG Olympia Dortmund Sandra Möller Gabi Rockmeier Birgit Rockmeier Andrea Philipp | 21 febbraio 1999 | BW-Bank Eventoing   | Karlsruhe, Germania       |              |       |
| Staffetta 4x400 m | 3:27.22 | Germania Sandra Seuser Katrin Schreiter Annett Hesselbarth Grit Breuer           | 10 marzo 1991    | Campionati mondiali | Siviglia, Spagna          |              |       |

+ = lunga distanza su strada

ht = tempo manuale

x = risultato realizzato in competizione mista